# 龙华镇 (柏乡县)
龙华镇，是中华人民共和国河北省邢台市柏乡县下辖的一个乡镇级行政单位。原龙华乡于2017年获批撤乡设镇。

## 行政区划
龙华镇下辖以下地区：
龙东村、龙西村、中町村、前渤海村、后渤海村、十五里铺村、马庄村、赵菅村、小鲁村、白楼村、耿家庄村、冯上京村、前黄村、后黄村、叩村、前张村、后张村、八里庄村、南郝村、北郝村、十里铺村、白阳村、神头村、营儿村和邢村。